# Турретт-сюр-Лу
Турре́тт-сюр-Лу (фр. Tourrettes-sur-Loup) — муніципалітет у Франції, у регіоні Прованс — Альпи — Лазурний Берег, департамент Приморські Альпи. Населення — 4092 особи (01.01.2021).

## Географія

Муніципалітет розташований на відстані близько 680 км на південний схід від Парижа, 145 км на схід від Марселя, 17 км на захід від Ніцци. Належить до так званих villages perchés (фр. — «села на пагорбі», «села-фортеці») Цю назву Тюррет-сюр-Лу та інші подібні поселення (Гурдон, Сен-Поль-де-Ванс) отримали від традиції будувати укріплене поселення на високих скельних виступах в горах. Стіни крайніх будинків, поставлених одне до одного в ряд, були як продовження природних прямовисних стін гори, утворюючи таким чином фортифікаційну міць. По центру села будувався високий шато — замок — зі стрімкою прямокутною вежею-донжоном. Навколо історичного центру — житлові райони на схилах гір (пік Courmettes, Puy-de-Tourrettes, Naouri), в ущелині та долині річки Лу (Loup).

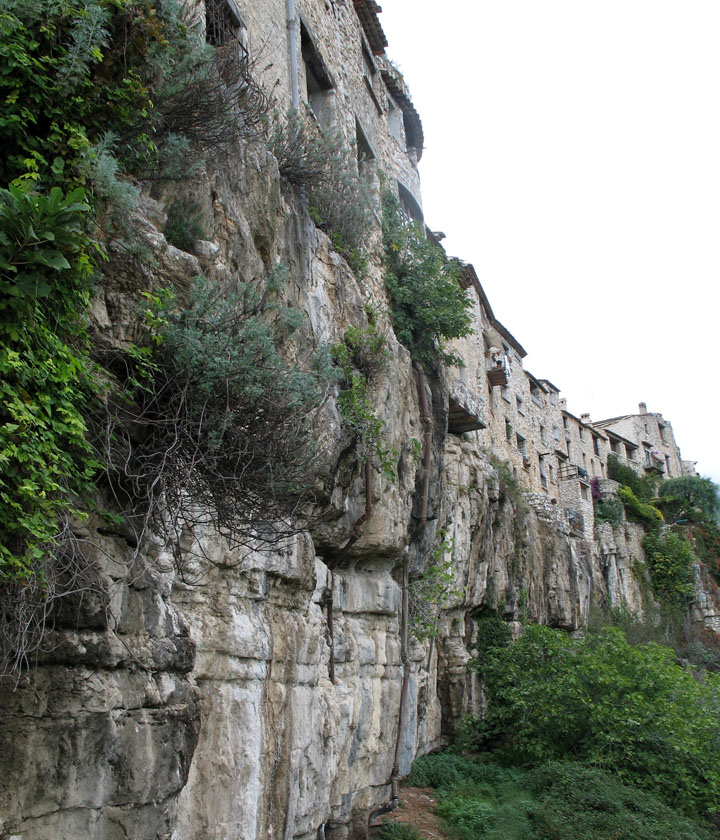

## Економіка
2010 року серед 2487 осіб працездатного віку (15—64 років) 1718 були активними, 769 — неактивними (показник активності 69,1%, у 1999 році було 62,6%). З 1718 активних мешканців працювало 1566 осіб (835 чоловіків та 731 жінка), безробітними було 152 (79 чоловіків та 73 жінки). Серед 769 неактивних 230 осіб було учнями чи студентами, 276 — пенсіонерами, 263 були неактивними з інших причин.
У 2008 році у муніципалітеті рахувалось 1678 оподаткованих домогосподарств, у яких проживала 4251 особа, медіана доходів — 23 366 євро на одного особоспоживача.
Містечко є туристичним центром. У середньовічній частині розміщуються мистецькі галереї, крамнички, ювелірні майстерні. Місцева економіка також заснована на вирощувані фіалок, виробництві кондитерських виробів, козячого сиру, бджолярстві, виноградарстві.
У 2010 році в муніципалітеті числилось 1726 оподаткованих домогосподарств, у яких проживали 4371 особа, медіана доходів виносила 23 403 євро на одного особоспоживача

## Історія
На території Турретт-сюр-Лу виявлено 17 доісторичних та ранньоісторичних пам’яток. Зокрема знайдено рештки неандертальця. Пам’ятки пізнього неоліту (3500-2000 роки до н.е.) — дольмени з Camptrassier, печери Baume Obscure. Пам’ятки бронзової доби (2000-750 до н.е.) на пагорбах (Courmettes, Sabières II). Точна дата заснування Турретт-сюр-Лу невідома. Є згадки про поселення Torretes Castrum  у 1024 році. Першими власниками були лицарі Туретти. Перша згадка про Гійома Аміка Туретта стосується 1144 року. Будівництво замку пов’язують з графом Хьюго Сікардом де Туреттом у 1224 р.
До 19 ст. звалося Турретт-де-Ванс за назвою сусіднього міста Ванс, нинішня назва пов’язується з річкою Лу Назва «Турретт» пов’язується з фр. tour — башта або від фр. tourrette — трав’яної рослини резухи (arabis), що росте на стрімких кам’янистих схилах гір.

## Демографія
Динаміка населення (INSEE ):
Розподіл населення за віком та статтю (2006):
| Стать | Всього | До 15 років | 15-24 | 25-44 | 45-64 | 65-85 | Понад 85 |
| --- | ------ | ----------- | ----- | ----- | ----- | ----- | -------- |
| Чоловіки | 2087   | 353         | 204   | 478   | 635   | 381   | 36       |
| Жінки | 2186   | 377         | 221   | 541   | 638   | 377   | 32       |
| \| Статево-вікова піраміда \| Статево-вікова піраміда \| Статево-вікова піраміда \| \| ----------------------- \| ----------------------- \| ----------------------- \| \| Чоловіки \| Вік \| Жінки \| \| 36 \| 85 + \| 32 \| \| 57 \| 80-84 \| 45 \| \| 65 \| 75-79 \| 109 \| \| 109 \| 70-74 \| 85 \| \| 150 \| 65-69 \| 138 \| \| 138 \| 60-64 \| 134 \| \| 179 \| 55-59 \| 187 \| \| 138 \| 50-54 \| 150 \| \| 180 \| 45-49 \| 167 \| \| 192 \| 40-44 \| 196 \| \| 152 \| 35-39 \| 198 \| \| 65 \| 30-34 \| 98 \| \| 69 \| 25-29 \| 49 \| \| 86 \| 20-24 \| 49 \| \| 118 \| 15-20 \| 172 \| \| 148 \| 10-14 \| 163 \| \| 125 \| 5-9 \| 136 \| \| 80 \| 0-4 \| 78 \| |        |             |       |       |       |       |          |
| Статево-вікова піраміда |        |             |       |       |       |       |          |
| Чоловіки | Вік    | Жінки       |       |       |       |       |          |
| 36 | 85 +   | 32          |       |       |       |       |          |
| 57 | 80-84  | 45          |       |       |       |       |          |
| 65 | 75-79  | 109         |       |       |       |       |          |
| 109 | 70-74  | 85          |       |       |       |       |          |
| 150 | 65-69  | 138         |       |       |       |       |          |
| 138 | 60-64  | 134         |       |       |       |       |          |
| 179 | 55-59  | 187         |       |       |       |       |          |
| 138 | 50-54  | 150         |       |       |       |       |          |
| 180 | 45-49  | 167         |       |       |       |       |          |
| 192 | 40-44  | 196         |       |       |       |       |          |
| 152 | 35-39  | 198         |       |       |       |       |          |
| 65 | 30-34  | 98          |       |       |       |       |          |
| 69 | 25-29  | 49          |       |       |       |       |          |
| 86 | 20-24  | 49          |       |       |       |       |          |
| 118 | 15-20  | 172         |       |       |       |       |          |
| 148 | 10-14  | 163         |       |       |       |       |          |
| 125 | 5-9    | 136         |       |       |       |       |          |
| 80 | 0-4    | 78          |       |       |       |       |          |

## Атракції
Церква Святого Георгія (XIV ст.) на Пляс де ля Ліберасьон. Перша згадка про неї сягає 1312 року, одначе, як вказують дослідники, за методами будівництва та архітектурним стилем церкву можна віднести до початку XII століття.
Каплиця Святого Жана з фресками Ральфа Супо
Середньовічне місто схема
Pont Levis ворота у середньовічне місто
Замок-шато XIII ст. нині мерія
Дзвіниця (Beffroi) XII ст.
Пральні (Lavoir) 1900 р.
Музей фіалок
Щорічні фестивалі фіалок, проводяться в перші дві неділі березня

## Галерея зображень

Зображення Tourrettes-sur-Loup
Пральні
Сонячний годинник на стіні церкви св.Георгія
Дзвіниця над воротами в середньовічну частину міста
Ворота середньовічного міста
На середньовічних вуличках
Декор одного з будинків
Середньовічна вуличка Турретт-сюр-Лу
Головна вулиця Турретт-сюр-Лу
Герб Турретт-сюр-Лу на дверях мерії
Фонтан біля шато
у середньовічному місті
середньовічне місто
Площа де ля Ліберасьон і церква св.Георгія